# آلبرت الوی
آلبرت الوی (انگلیسی: Albert Eloy; ۳۰ ژوئن ۱۹۲۷ – ۸ دسامبر ۲۰۰۸) بازیکن فوتبال، و سرمربی (فوتبال) اهل فرانسه بود.
از باشگاه‌هایی که در آن بازی کرده‌است می‌توان به باشگاه فوتبال لو آور و باشگاه فوتبال سدان اشاره کرد.